# Моро, Жан Виктор
Жан Викто́р Моро́ (фр. Jean Victor Marie Moreau; 13 февраля 1763 — 2 сентября 1813) — французский полководец; генерал Первой французской республики, главный противник Суворова в Итальянском походе, участник переворота 18 брюмера, победитель в битве при Гогенлиндене. Маршал Франции (1814, посмертно).

## Биография
Жан Виктор Моро родился 13 февраля 1763 года в Морле в семье адвоката Габриэля Луи Моро и Катрин Шаперон.
Несмотря на желание отца вырастить очередного судью в семье, Моро с юношества мечтал о военной карьере. Окончив колледж в 1780 году, поступил в школу права в Ренне, но не желая стать адвокатом, Жан Виктор сбежал из школы и записался в один из армейских полков. Но из-за угроз отца тюремным заключением был вынужден вернуться.
Обучение Моро шло далеко не самым успешным образом: в 1787 году он получил квалификацию бакалавра права и только лишь в 1790 — лицензию адвоката. С другой стороны, благодаря длительному обучению, он смог пробиться в лидеры студенческой среды, имея уважение и оказывая влияние на других студентов.
В 1788 году, когда Ламуаньон законом от 8 мая попытался лишить все парламенты Франции политической власти, Жан встал на сторону Бретонского парламента. Постоянно провоцируя королевские войска (около 2000 человек под командованием Тиара), выступая на главной площади Ренна, получил прозвище «Генерал парламента». После того, как парламент принял сторону короля, встал на сторону третьего сословия или «синих» (республиканцев).
В январе 1790 года в городе Понтиви Моро избрали президентом федерации бретонских городов.
Вскоре был выбран в национальную гвардию командиром 2-го батальона, с одной стороны как один самых активных деятелей Бретони, с другой, как человек годами самостоятельно изучавший по работам военных специалистов военное дело. Несмотря на протесты офицеров и солдат, решил сняться с должности и записаться простым канониром в артиллерийскую роту ввиду нехватки личного состава. Пользуясь определённым опытом и знаниями, весьма быстро дослужился до капитана роты канониров.
11 сентября 1791 года после объявления Конституцией о наборе в батальоны волонтёров стал подполковником 1-го батальона волонтёров Иль-э-Вилена. Его собственное прошение о переходе в жандармерию, по мнению биографа Бошана, было отклонено.

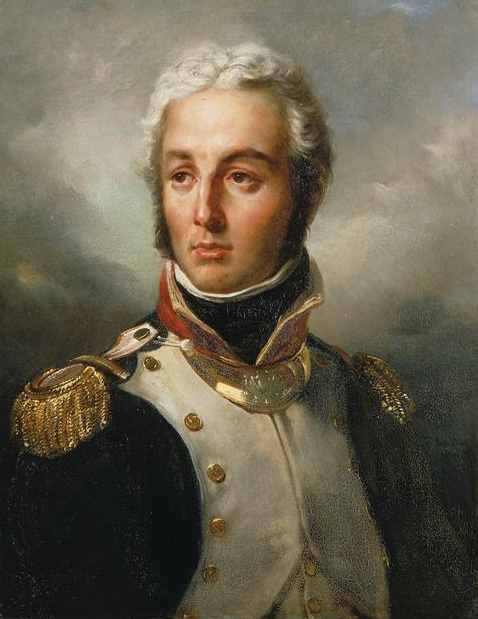
Портрет генерала Моро. Картина работы Франсуа Бушо

В 1793 году отправлен со своим батальоном в армию Пишегрю, где скоро получил чин дивизионного генерала и назначен командующим правым флангом Северной армии, а после завоевания Голландии назначен начальствовать той же армией.
В 1794 году под Туркуэном революционные французы во главе с Моро разгромили австрийцев и англичан.
С 1795 по 1799 год у Моро был бурный роман с Идой Сент-Эльм, которая позднее написала о нём в своих нашумевших мемуарах под псевдонимом «la Contemporaine».
В 1796 году поставлен во главе Рейн-мозельской армии, которая вместе с Самбр-маасской армией Журдана предназначалась для действий против австрийцев. С июня до августа благодаря ряду побед Моро неприятель был оттеснён к Дунаю; а когда армия Журдана была разбита австрийцами, Моро совершил своё знаменитое 40-дневное отступление через Шварцвальдские теснины к Рейну; один из современников говорил: «Отступление его было одним из самых замечательнейших стратегических движений, когда-либо исполненных».
В 1799 году он заменил Шерера в командовании французской армией в Северной Италии, но был побеждён Суворовым в сражении на реке Адде и отступил к Генуэзской Ривьере.
Когда сменивший его генерал Жубер был убит в начале сражения при Нови, Моро принял командование, но был разбит и остатки армии отвёл во Францию.
Наполеон желал выдать замуж за Моро свою сестру Каролину Бонапарт и долго не хотел отказываться от проекта этого брака. Однако под влиянием самой Каролины уступил её желанию выйти замуж за Мюрата в 1800 году. 

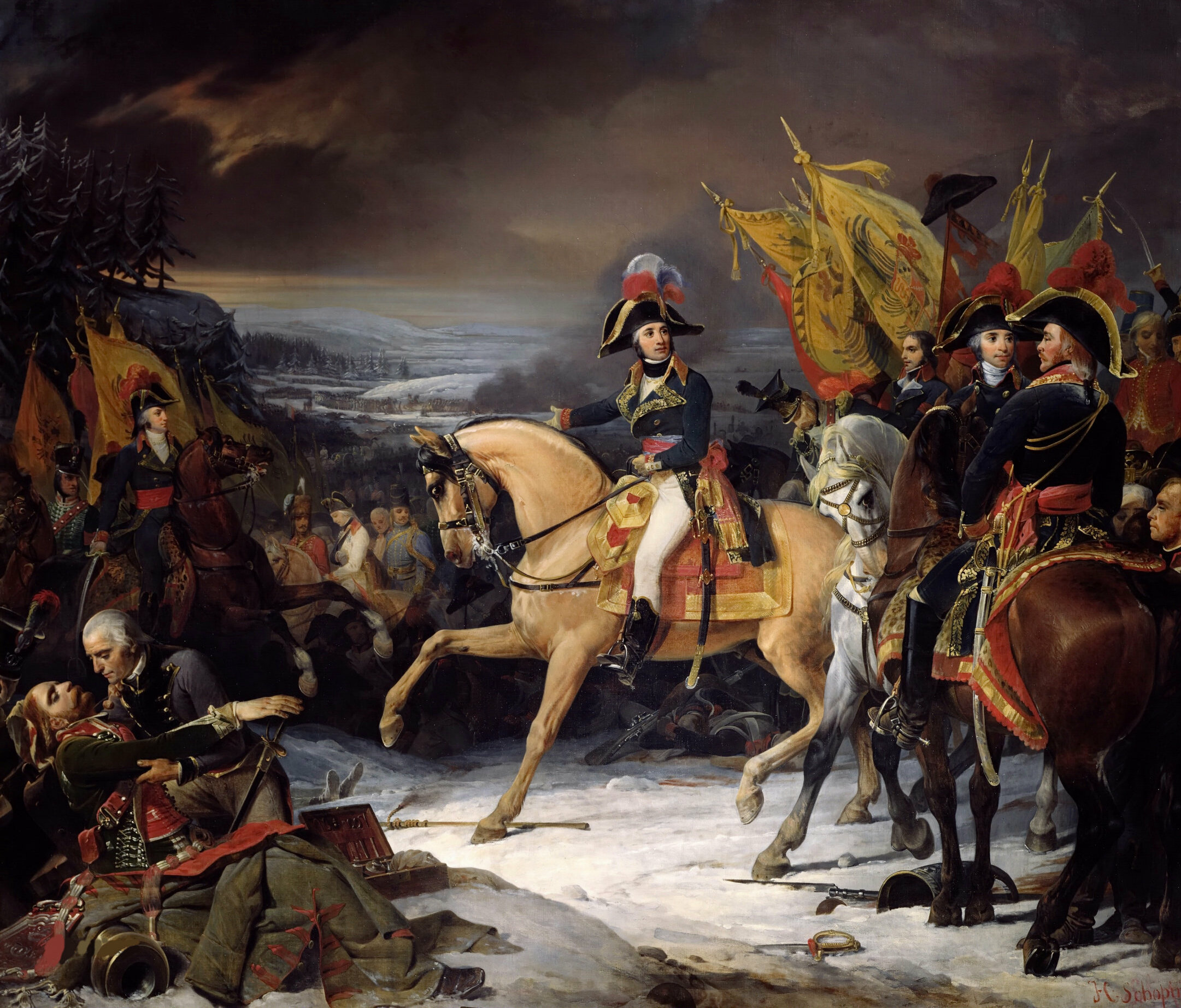
Моро в битве при Гогенлиндене. Картина работы Генри Фредерика Шопена, 1835

В 1800 году Наполеон Бонапарт назначил его главнокомандующим Рейнской армией, с которою он, одержав несколько побед над австрийцами, занял Регенсбург и Мюнхен. 3 декабря одержал при Гогенлиндене решительную победу над австрийцами, а затем, подойдя на 75 вёрст к Вене, заключил с эрцгерцогом Карлом перемирие, за которым вскоре последовал Люневильский мир.
Наполеон Бонапарт, видевший в Моро своего соперника, обвинил его в участии в заговоре Шарля Пишегрю и Жоржа Кадудаля. Генерал был приговорён к тюремному заключению, которое Наполеон заменил изгнанием.
Через Испанию Моро уехал за океан в 1805 году и поселился в США.

## Ранение и смерть
В США Моро прожил несколько лет. В местечке Моррисвиль близ Филадельфии он купил землю, которую обрабатывал, строил мельницы и развлекался охотой и рыбалкой. От общества он держался подальше. С 1806 года русское правительство начало вести тайные переговоры с Моро, для чего в Америку ездил граф Пален и его преемник Дашков.

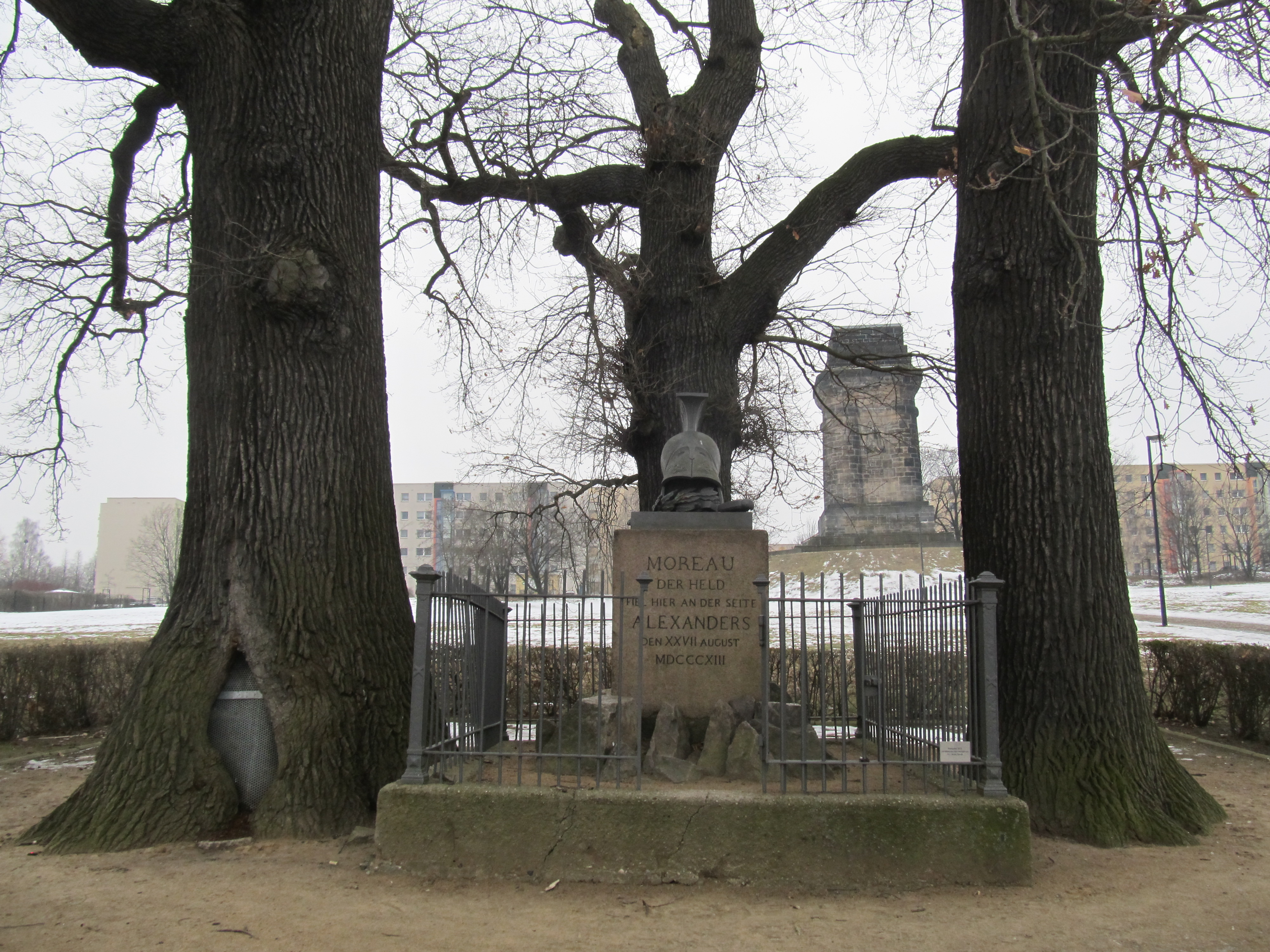
Памятник в Дрездене, на месте, где был смертельно ранен Моро

«Приобретение достойного человека и с репутацией генерала Моро, — писал князь А. Чарторыйский, — может быть очень важно при настоящем положении дел, особенно вследствие влияния, которое он должен сохранить во Франции, но и с теми же преимуществами и отличиями, на которые он имеет право».
30 сентября 1812 года российский император Александр I отправил Дашкову депешу с приказанием сделать официальное предложение Моро и, если он согласится, немедленно выезжать в Россию. Моро откладывал своё решение и ждал одобрения от генерала Валлена и Бернадота. Получив письмо от мадам де Сталь, о том, что Бернадот хочет увидеться с ним, Моро попросил выслать за ним корабль и дал своё согласие Александру I.
25 июня 1813 года на торговом корабле «Ганнибал» Моро в сопровождении П. Свиньина покинул Америку для того, чтобы возглавить армию союзников. Состоял в роли советника при главной квартире союзных монархов; в сражении при Дрездене 15 (27) августа 1813 года был смертельно ранен ядром.

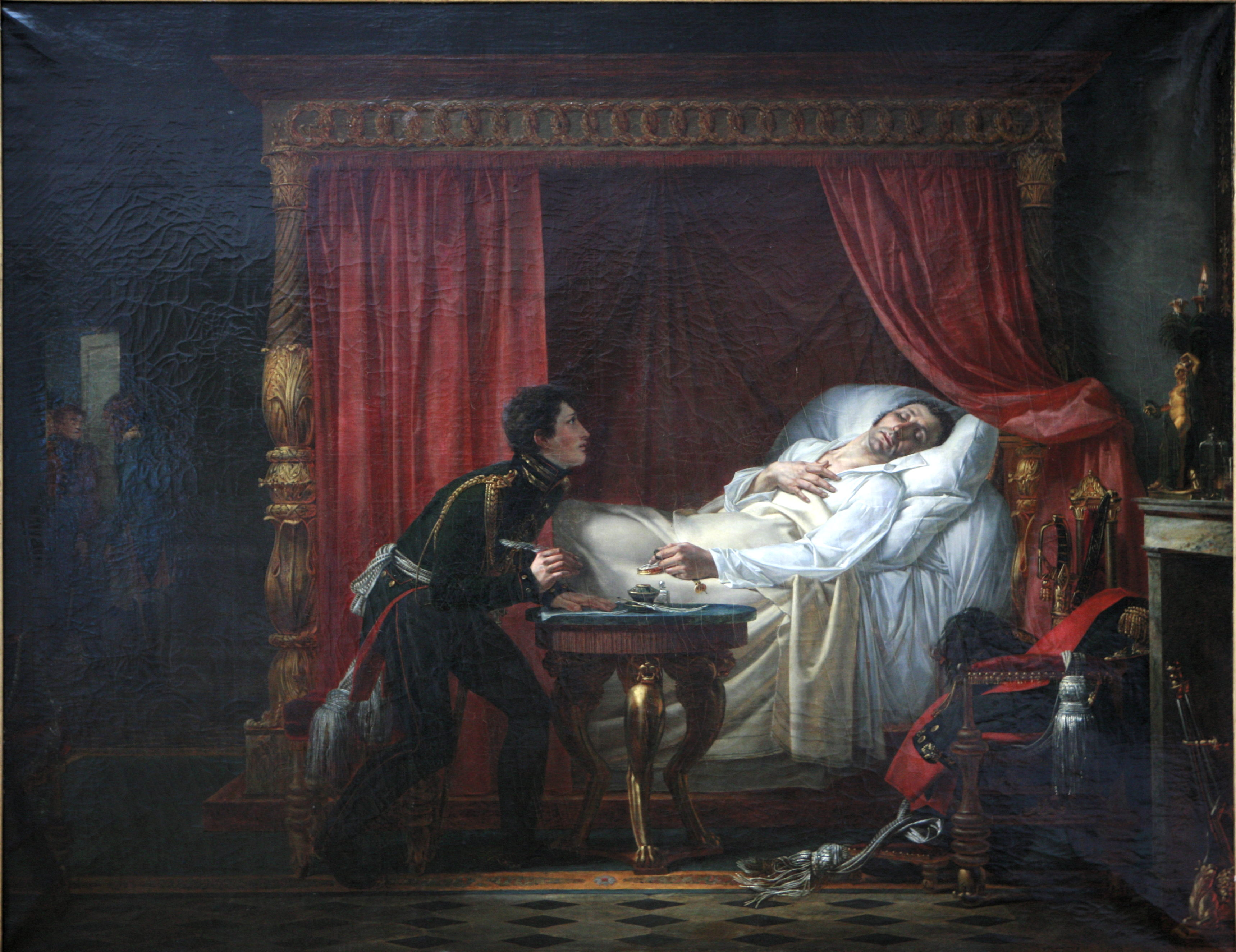
Смерть генерала Моро. Картина работы Огюста Кудера

Согласно легенде, Наполеон, увидевший своего врага в подзорную трубу, лично зарядил пушку ядром, которое поразило Моро. В роковую минуту Моро и Александр I верхом на лошадях стояли на холме, занимаемом прусской батареей.
Моро заметил, что французы пристреливаются по свите царя, и посоветовал ему покинуть позицию; Александр согласился, Моро последовал за ним, и в этот момент французское ядро, летевшее навесом, попало в левую ногу и, раздробив колено, прошло навылет через лошадь, сильно ранив правую голень. Этот выстрел стал для Моро роковым. Смертельно раненого Моро отнесли в деревню Каиц (нем.), перебинтовали раны, затем перенесли в замок Нётниц (нем.), где лейб-медик Виллие ампутировал ему обе ноги, но через две недели после операции Моро скончался.

## Похороны и гробница

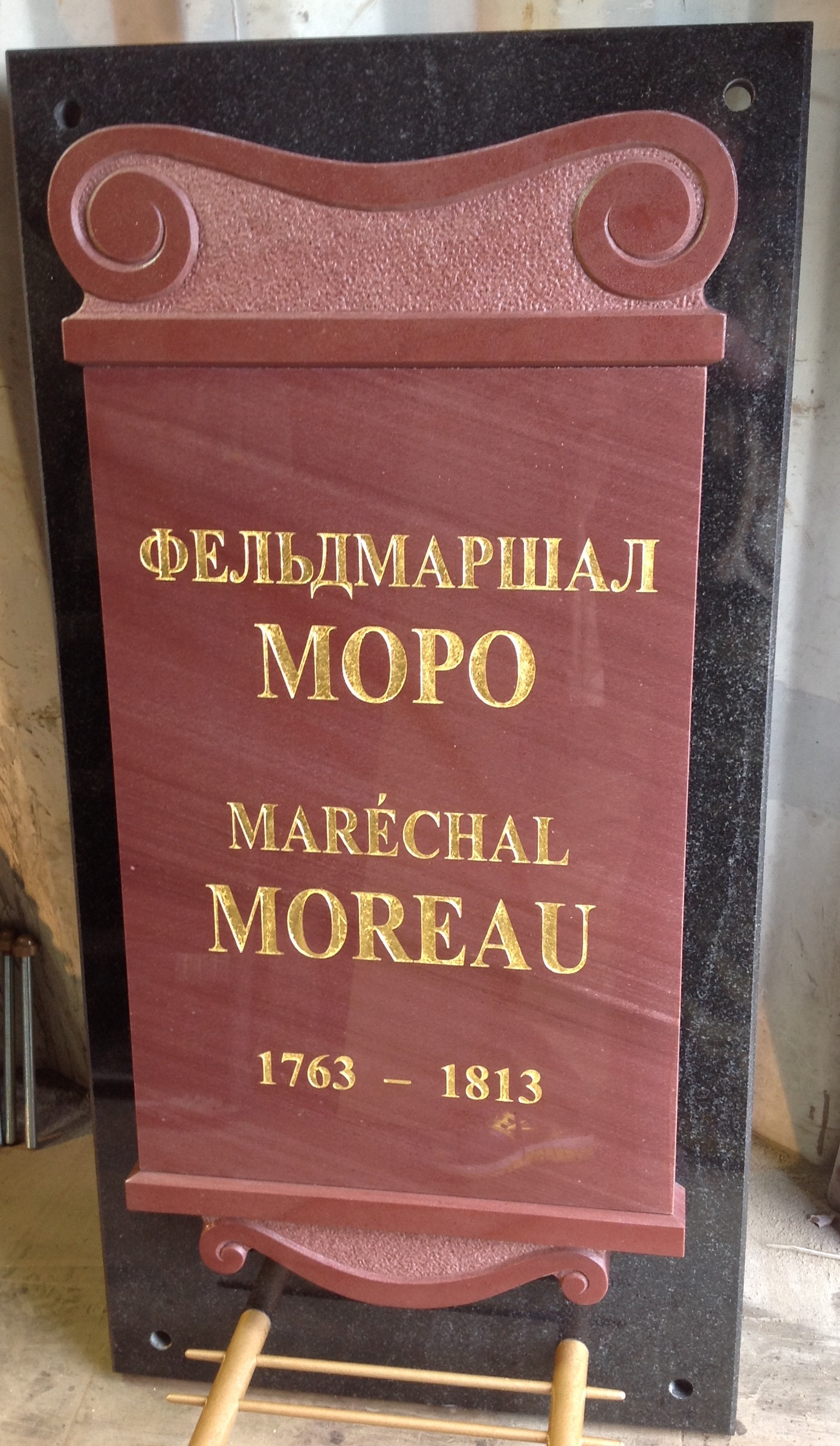
Мемориальная доска для гробницы фельдмаршала Моро в Санкт-Петербурге

По распоряжению императора Александра I тело Моро было доставлено в Санкт-Петербург и погребено в католической церкви Святой Екатерины.
Таким образом, соперники и командующие враждебными армиями — Суворов и Моро — похоронены в одном городе.
В 1814 году Людовик XVIII посмертно присвоил Моро и Жоржу Кадудалю звания маршала Франции.
13 июля 2017 года генеральный консул Франции Тибо Фуррьер передал базилике Святой Екатерины мемориальную доску для установки на гробнице фельдмаршала Моро.

## Семья
Жена (с ноября 1800) — Евгения Александра Гюло (1781—1821), красавица-креолка, дочь бывшего казначея острова Бурбонов и подруга Жозефины Богарне. Брак этот для Моро стал своего рода несчастьем. Он совершенно подпал под влияние своей честолюбивой жены, которая в свою очередь сама находилась под влиянием своей матери, ещё более честолюбивой и до крайности самолюбивой, мечтавшей для своих детей о самом высоком положении. Молодая жена непрестанно настраивала Моро против Наполеона, и таким образом между двумя семьями возникало соперничество, которое привело к их отдалению. С 1802 года Наполеон и Моро были в ссоре. В салоне Моро собирались лица, неприязненно относившиеся к Первому консулу, злословили про него и говорили, что Моро может его заменить. Наполеон учредил за Моро тайный полицейский надзор и заговор 1804 года окончательно сгубил генерала.

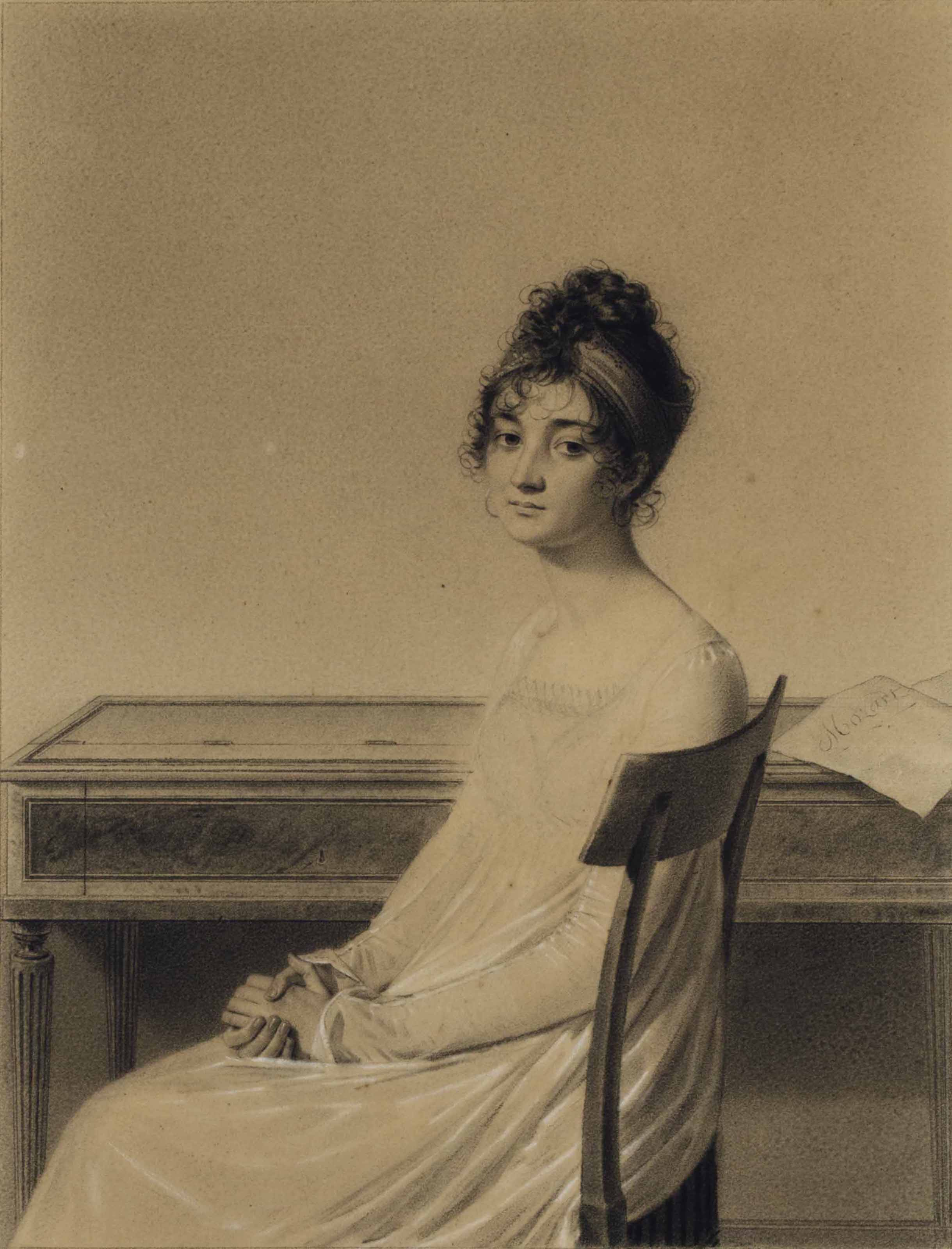
Мадам Евгения Моро на портрете работы Изабе

Продав все своё имущество, его семья уехала в Америку, климат которой оказался пагубным для здоровья мадам Моро. Смерть матери и сына сделали её нетерпеливой и, чтобы развеяться, она в одиночестве ездила в Нью-Йорк или на какой-нибудь лечебный курорт. В 1812 году моральное и физическое здоровье мадам Моро ухудшилось, ей была ненавистна страна изгнания, не нравились жители и нравы. Она желала вернуться на родину, и врачи решили, что это будет лучшим для неё лекарством. Взяв с собой дочь, она отправилась в Бордо. Однако, французское правительство предписало ей вернуться обратно в Америку. Ей даже грозил арест, спасаясь от него, она спустилась через окно гостиницы и укрылась в Лондоне, где находилась до 1814 года. Весть о смерти мужа ей сообщила княгиня Д. Ливен, которая окружила вдову заботой и всеми силами пыталась уговорить поехать в Россию. Ей было предложено сто тысяч рублей и ежегодная пенсия тридцать тысяч рублей, при этом её дочь будет назначена фрейлиной. Мадам Моро не сразу согласилась на отъезд, а после реставрации во Франции Александр I, находившийся тогда в Париже, решил, что ей не стоит ехать в Россию, и предложил ей представить её королю. Мадам Моро была назначена пенсия в 12 тысяч франков и звание жены маршала. В браке имела сына Виктора (1802—1808) и дочь Изабель (1804—1877), в замужестве де Курваль.

## Моро и Суворов
Согласно воспоминаниям адъютанта Суворова, А. А. Столыпина, еще в 1796 году, командуя войсками в Тульчине, Суворов интересовался успехами Моро:

В иностранных газетах 1796 года писано было, что генерал Моро окружён австрийскими войсками, и что он как будто в западне; в них все объяснено было обстоятельно, сказаны имена австрийских генералов, сколько у кого войск и как они расположены. В одно утро фельдмаршал (А. В. Суворов — прим.) приказал мне отнести газеты к инженерному полковнику Фалькони, чтоб он по сим известиям начертил план, и статью из газет перевел на русский язык, и когда все будет готово, то, поставя палатку в саду, после вечерней зари, пригласить туда всех генералов на чай. 
По пробитии зари фельдмаршал и генералы сели вокруг стола. Фельдмаршал приказал читать вслух перевод из иностранных ведомостей; вошедший полковник Фалькони тут же представил и план, им начерченный; тогда Фельдмаршал сказал: «На военном совете начинают дело с младших: почему рассматривайте по очереди и объявляйте всякий свою мысль!» Все генералы, рассмотрев прилежно план, объявили, что если генерал Моро не захочет жертвовать войсками, под командой его находящимися, то он должен будет сдаться. Фельдмаршал же, взглянув пристально на план, сказал, указывая на расположение войск на план: «Ежели этот австрийский генерал не успеет подать помощь генералу, защищающему мост, то Моро тут пробьется!»
Не упомню, через сколько времени, в газетах было видно: что именно тот генерал, про которого говорил фельдмаршал, не успел помочь генералу, защищавшему мост, и Моро пробился, и тем спас войско от плена и себя прославил.
— А. А. Столыпин. Воспоминания об Александре Васильевиче Суворове.
Позднее, уже в Италии, Суворов, согласно воспоминаниям его секретаря Е. Б. Фукса, был из благородных побуждений обрадован известием, что командующим противостоящей ему французской армией вместо отозванного Шерера назначен Моро:

По прибытии в армию фельдмаршала (А. В. Суворова — прим.) , узнал он, что французский главнокомандующий Шерер сдал свое начальство генералу Моро и удалился в Париж. «И здесь вижу я, — сказал Суворов, — перст Провидения. Мало славы было бы разбить шарлатана. Лавры, которые похитим у Моро, будут лучше цвести и зеленеть».— Е. Фукс. Анекдоты князя Италийского, графа Суворова-Рымникского